# Diga di Robièi
La diga di Robièi è una diga a gravità situata in Svizzera, nel Canton Ticino, in alta val Bavona.

## Descrizione
Inaugurata nel 1967, ha un'altezza di 68 metri e il coronamento è lungo 360 metri. Il volume della diga è di 180.000 metri cubi.
Il lago creato dallo sbarramento, il lago di Robièi, ha un volume massimo di 6,7 milioni di metri cubi, una lunghezza di 500 metri e un'altitudine massima di 1940 m s.l.m. Lo sfioratore ha una capacità di 30 metri cubi al secondo.
Le acque del lago vengono sfruttate dalle Officine Idroelettriche della Maggia (OFIMA).